# Proteste in Birmania del 2021
Le proteste in Birmania del 2021 sono una serie di manifestazioni iniziate in diverse città birmane contro il colpo di Stato del 1º febbraio 2021 organizzato da Min Aung Hlaing, il comandante in capo delle forze armate birmane. Il governo militare ha risposto alle proteste con una sanguinosa repressione, operando migliaia di arresti e uccidendo centinaia di manifestanti, come per esempio nel Massacro di Hpakant.
I manifestanti hanno protestato in maniera pacifica e non violenta con atti di disobbedienza civile, scioperi e campagne di boicottaggio contro i militari. Subito dopo il colpo di Stato prese il via un'ondata di scioperi in vari settori della vita civile, in particolare lo sciopero degli operatori sanitari ha provocato la chiusura di moltissimi ospedali e ha quasi paralizzato la campagna dei test e dei vaccini per il COVID-19. Le proteste si sono diffuse anche attraverso internet, per esempio su Facebook venne creato un gruppo di supporto al "Movimento di disobbedienza civile" che fu in breve tempo seguito da 230 000 utenti. Tra le altre forme di disobbedienza civile vi fu quella di spargere la spazzatura nelle strade.
Durante le proteste i manifestanti hanno adottato abiti o vessilli di colore rosso associandolo alla Lega Nazionale per la Democrazia (LND) e cantato Kabar Ma Kyay Bu, la canzone che divenne popolare durante la Rivolta 8888 del 1988. Hanno utilizzato come simbolo di protesta il saluto con tre dita proveniente dalla serie Hunger Games.
Oltre che con l'uso della forza, per sopprimere il movimento il regime militare ha adottato una serie di contromisure come l'interruzione della connessione a Internet, l'oscuramento dei social media, la promozione di una campagna di disinformazione contro i dimostranti, gli inviti ai partiti politici in competizione con la LND a collaborare con il Consiglio di Amministrazione dello Stato (la giunta militare che ha preso il potere dopo il colpo di Stato), l'organizzazione di istigatori e contro-manifestanti pro militari.

## Galleria d'immagini

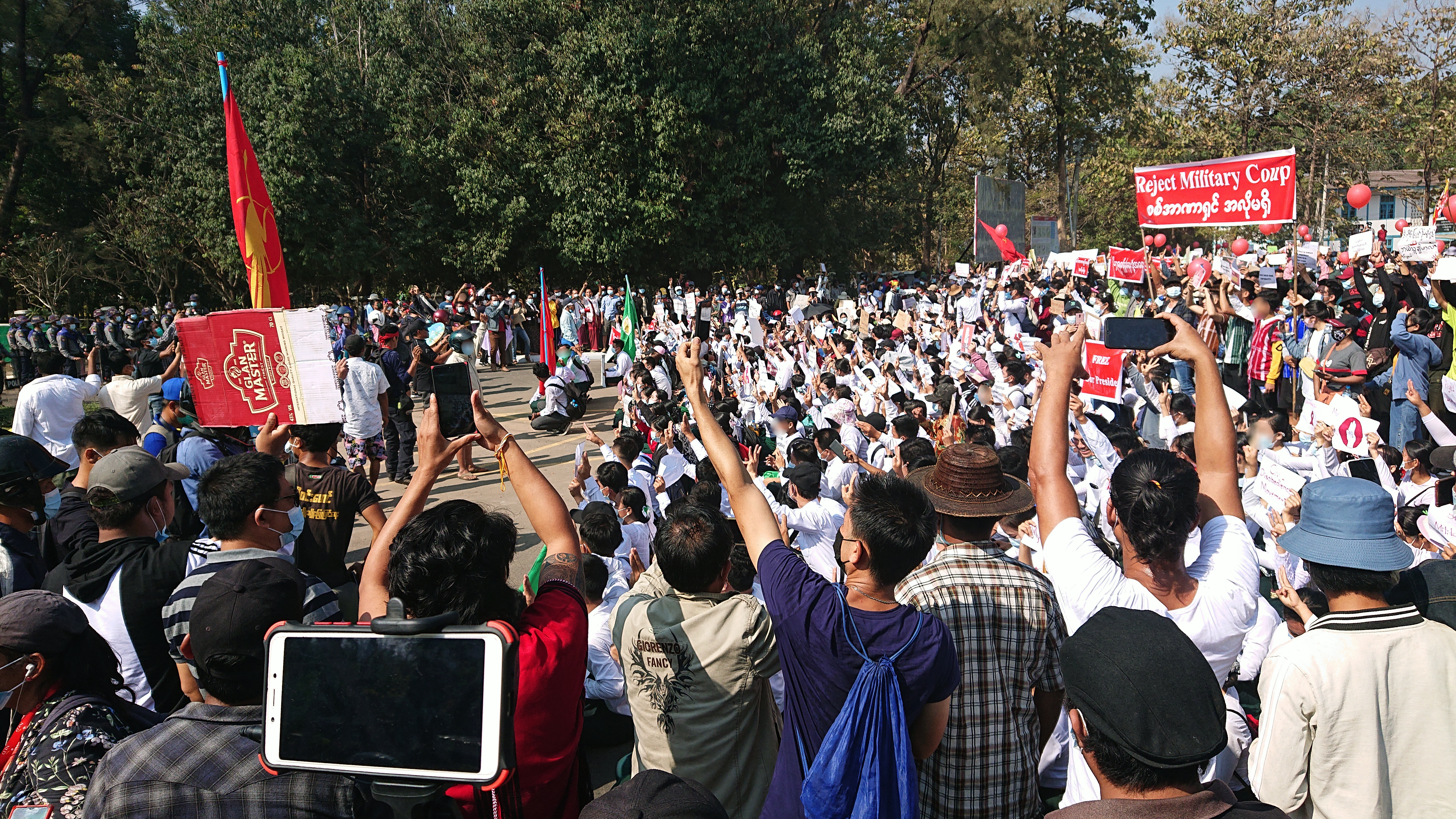
Proteste nello Stato Kayin
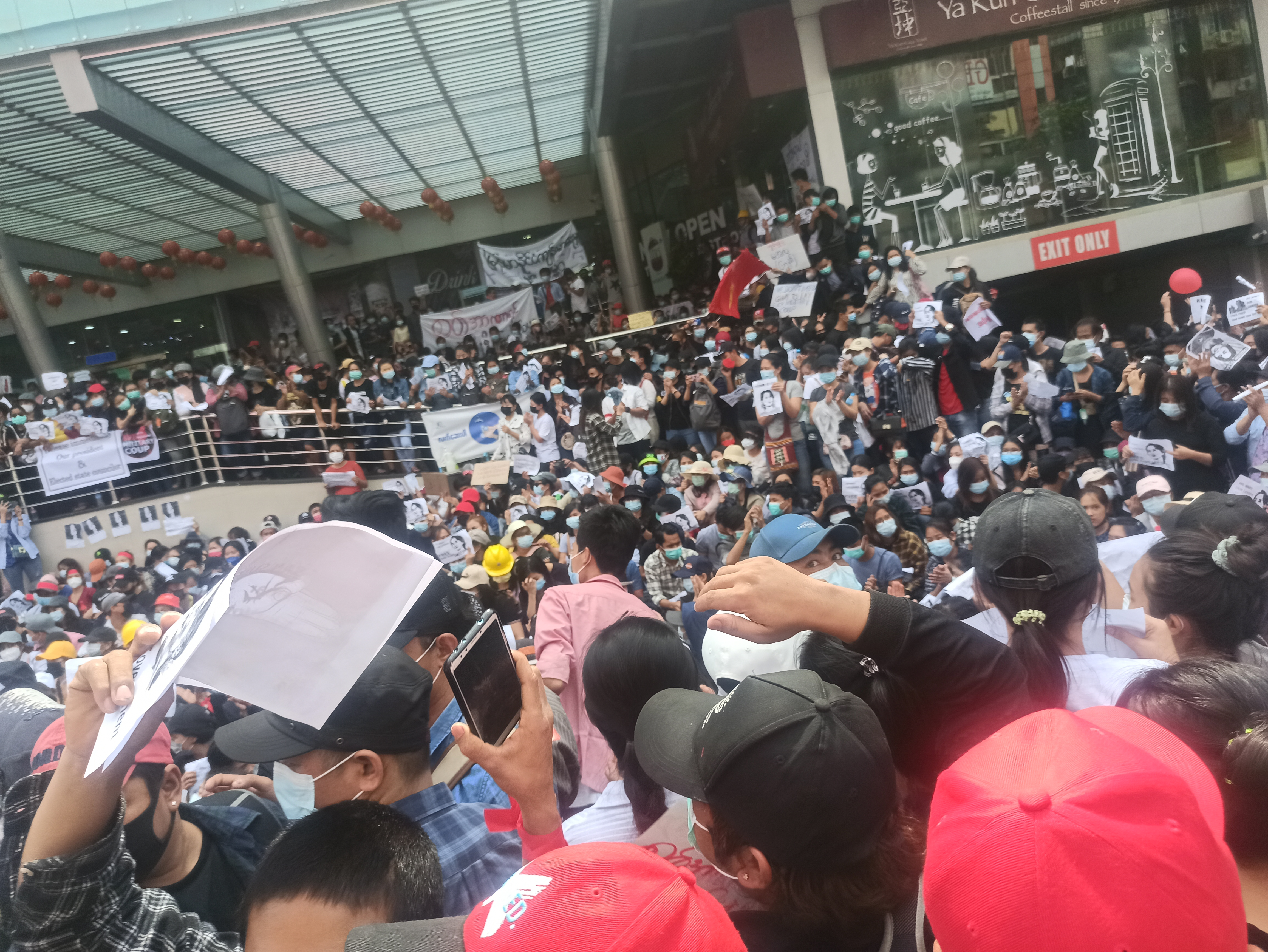
Yangon
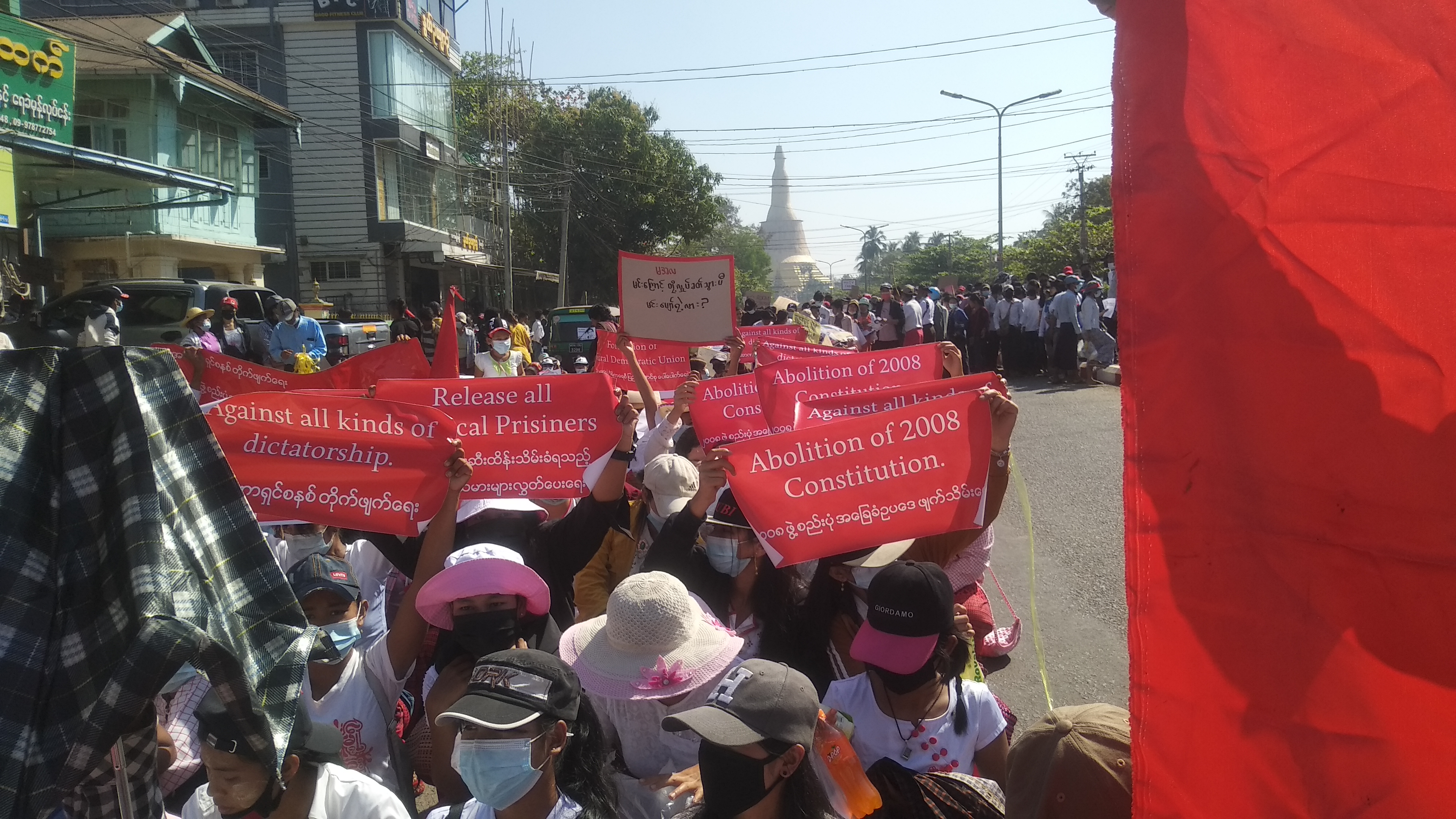
Dimostranti mon a Pegu
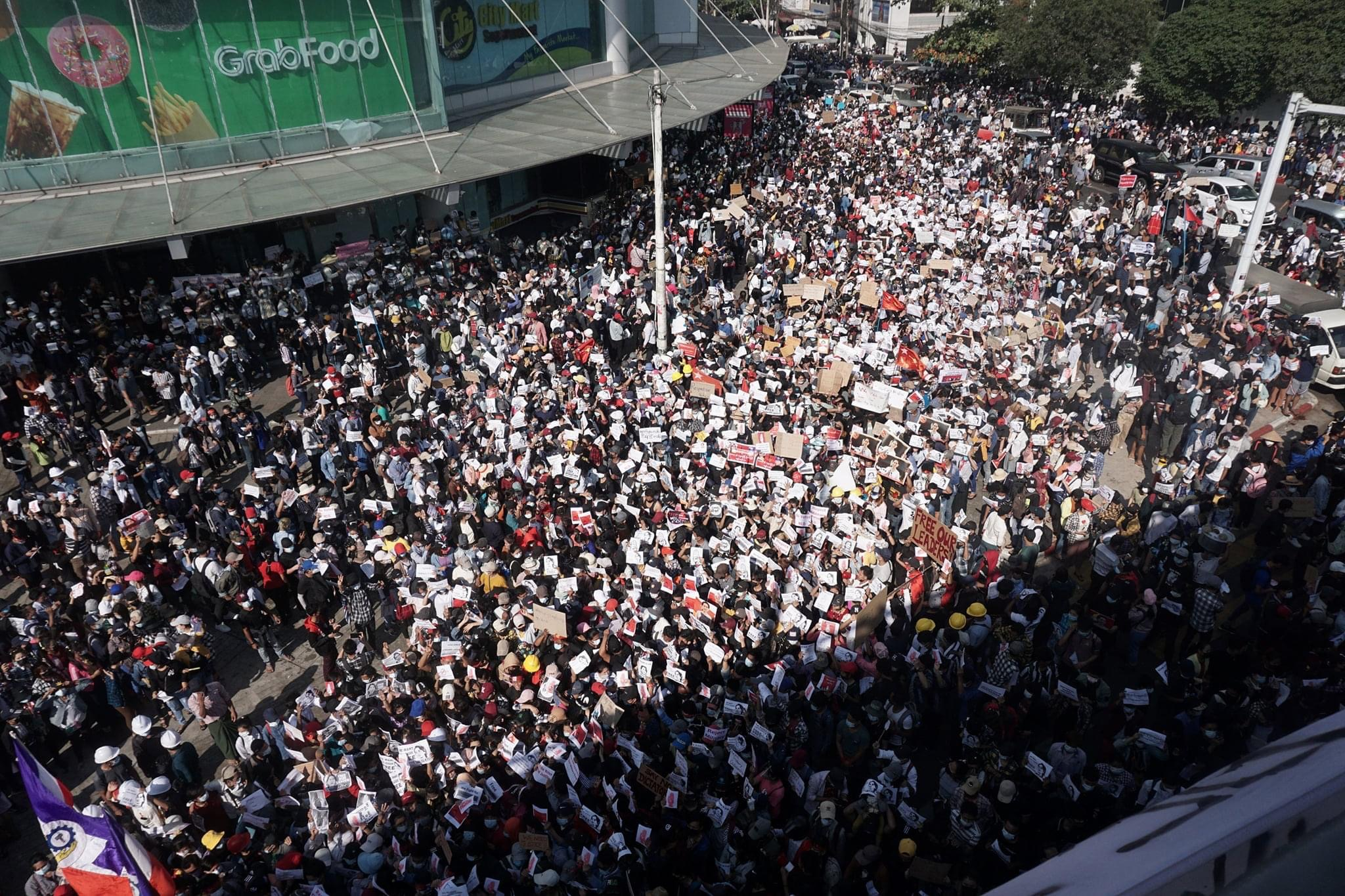
Yangon
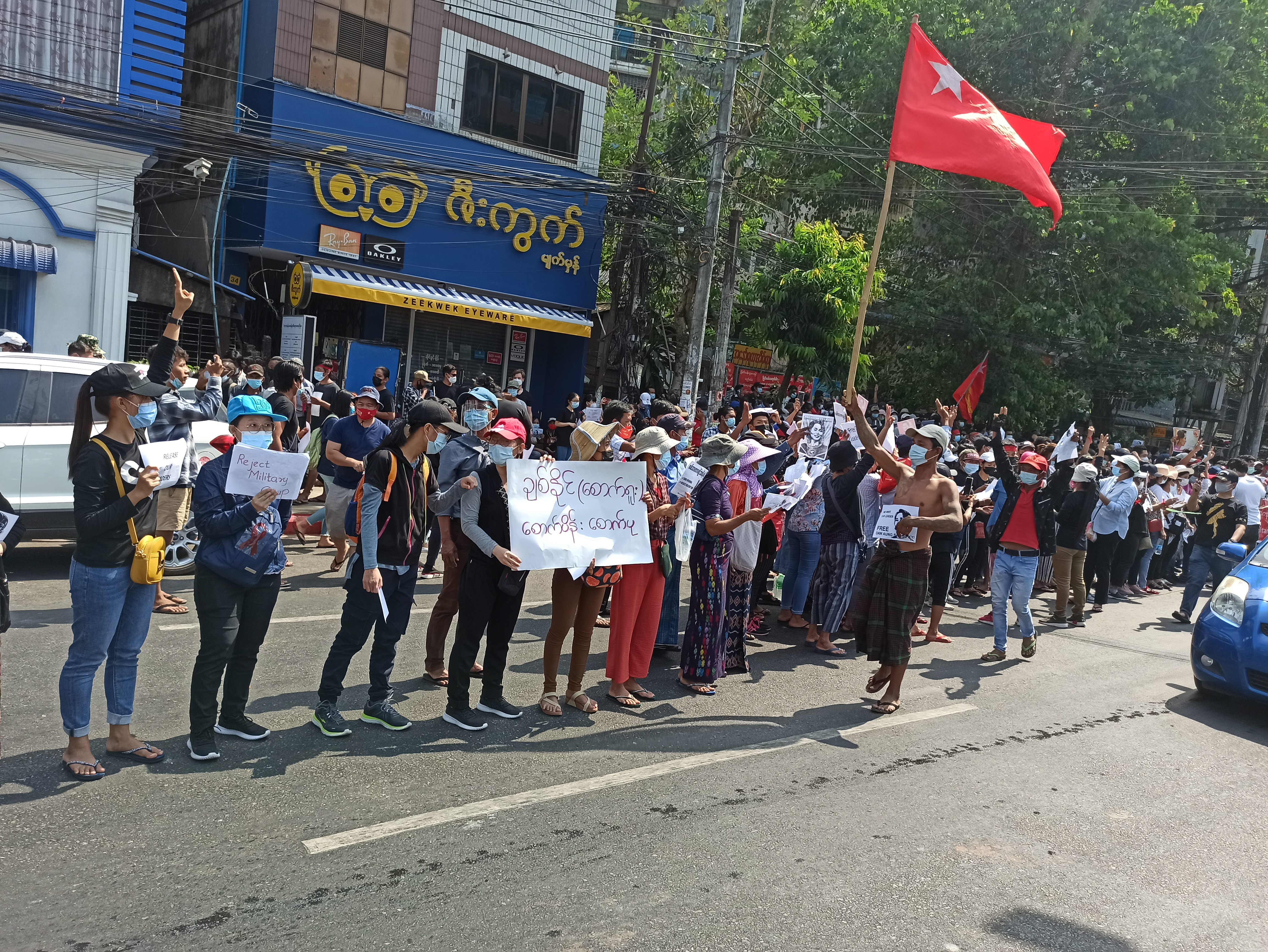
Università di Yangon
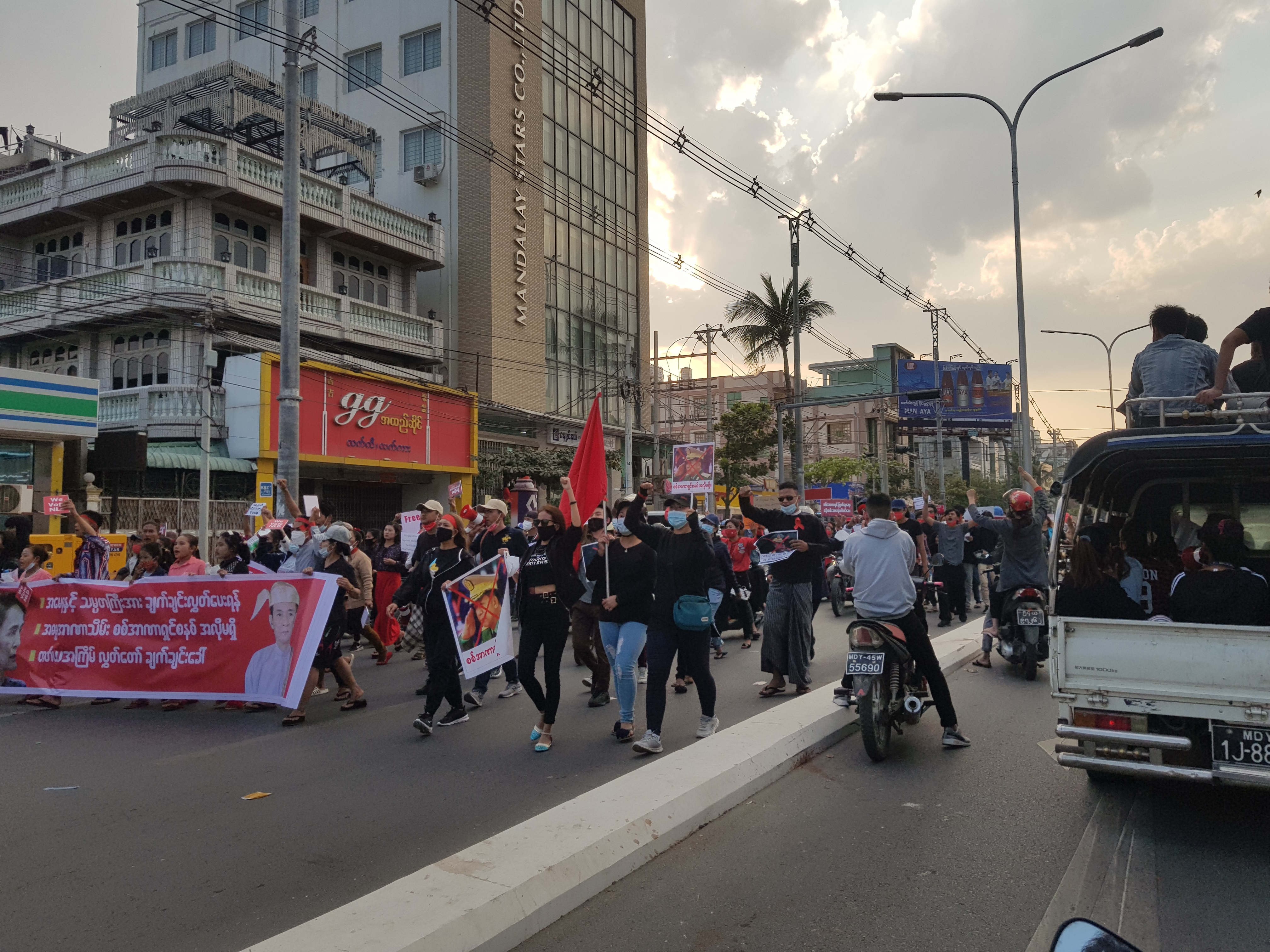
Mandalay
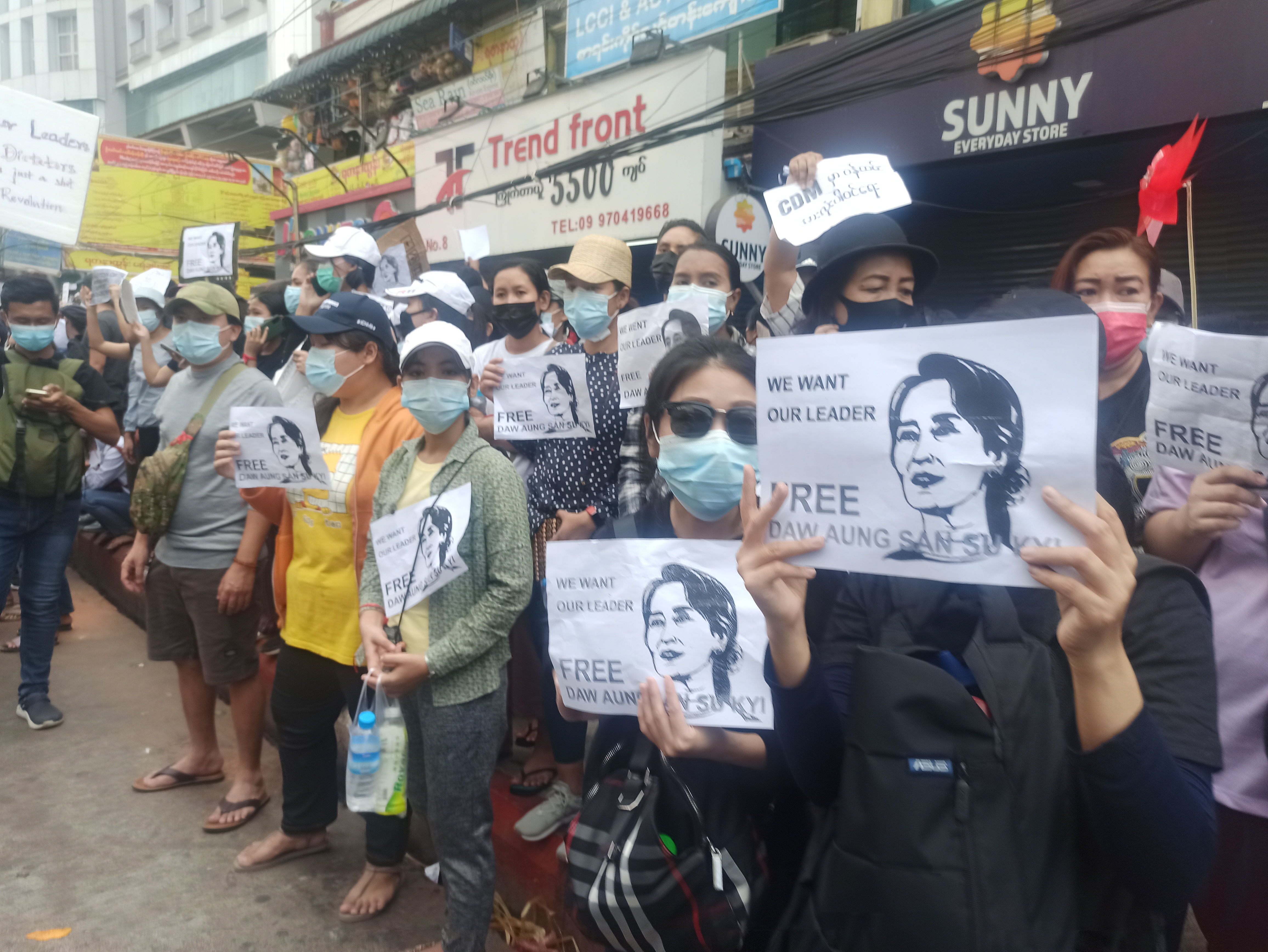
Yangon